# Coll de Vacamina
El Coll de Vacamina és una collada situada a 1.143,6 m d'altitud, en el terme municipal d'Abella de la Conca, del Pallars Jussà.
És al nord-est de la vila d'Abella de la Conca, a la carena que separa les valls del barranc de la Vall i del barranc de Cal Palateres. Queda al nord del Cap de les Llenes, a llevant dels Feixans de la Font de l'Uec i a ponent de la Canal del Gurdem.

## Etimologia
Segons el filòleg Joan Coromines, els topònims amb el component vaca- poden procedor tant de l'arrel del nom comú vaca, com de l'evolució d'un altre nom comú: obaga. Pel que fa a la segona part, el mateix autor postula d'una banda la possibilitat d'una relació amb el nom comú mina, o bé amb l'adjectiu llatí, també comú minor (menor).